# District de Ngaka Modiri Molema
Le district municipal de Ngaka Modiri Molema (Ngaka Modiri Molema District Municipality en anglais), est un district municipal d'Afrique du Sud, situé dans la partie septentrionale de la province du Nord-Ouest.
Il est divisé en cinq municipalités locales.
La capitale du district de Ngaka Modiri Molema est Mahikeng. La langue la plus communément parlée par les 842 699 habitants est le tswana.

## Municipalités locales

Carte des municipalités locales du Nord-Ouest, avec leurs codes. Le Ngaka Modiri Molema est en bleu sombre.

Le district regroupe les municipalités locales suivantes :
| Municipalité locale | Code  | Population | % de la population totale |
| ------------------- | ----- | ---------- | ------------------------- |
| Ratlou              | NW381 | 107 339    | 12,74 %                   |
| Tswaing             | NW382 | 124 218    | 14,74 %                   |
| Mahikeng            | NW383 | 291 527    | 34,59 %                   |
| Ditsobotla          | NW384 | 168 902    | 20,04 %                   |
| Ramotshere Moiloa   | NW385 | 150 713    | 17,88 %                   |

## Démographie
La majorité de ses 842 699 habitants parlent le tswana (recensement de 2011).  